# Eremophila fraseri
Ái sa burra (danh pháp hai phần: Eremophila fraseri) là một loài thực vật có hoa trong họ Huyền sâm. Loài này được F.Muell. mô tả khoa học đầu tiên năm 1879.